# Двоичный логарифм

График двоичного логарифма

Двоичный логарифм — логарифм по основанию 2. Другими словами, двоичный логарифм числа {\displaystyle b} есть решение уравнения {\displaystyle 2^{x}=b.}
Двоичный логарифм вещественного числа {\displaystyle b} существует, если {\displaystyle b>0.} Согласно стандарту ISO 31-11, он обозначается {\displaystyle \operatorname {lb} b,} {\displaystyle \operatorname {lb} (b)} или {\displaystyle \log _{2}b}. Примеры:
{\displaystyle \operatorname {lb} 1=0;\,\operatorname {lb} 2=1;\,\operatorname {lb} 16=4}
{\displaystyle \operatorname {lb} 0{,}5=-1;\,\operatorname {lb} {\frac {1}{256}}=-8}

## История
Исторически двоичные логарифмы нашли своё первое применение в теории музыки, когда Леонард Эйлер установил: двоичный логарифм отношения частот двух музыкальных тонов равен количеству октав, которое отделяет один тон от другого.  Эйлер также опубликовал таблицу двоичных логарифмов целых чисел от 1 до 8 с точностью до семи десятичных знаков.
С созданием информатики выяснилось, что двоичные логарифмы необходимы для определения количества битов, требующихся для кодирования сообщения. Другие области, в которых часто используется двоичный логарифм, включают комбинаторику, биоинформатику, криптографию, проведение спортивных турниров и фотографию. Стандартная функция для вычисления двоичного логарифма предусмотрена во многих распространённых системах программирования.

## Алгебраические свойства
В нижеследующей таблице предполагается, что все значения положительны:
|                    | Формула | Пример |
| ------------------ | --- | --- |
| Произведение       | {\displaystyle \operatorname {lb} (xy)=\operatorname {lb} (x)+\operatorname {lb} (y)}                          | {\displaystyle \operatorname {lb} (256)=\operatorname {lb} (16\cdot 16)=\operatorname {lb} (16)+\operatorname {lb} (16)=4+4=8} |
| Частное от деления | {\displaystyle \operatorname {lb} \!\left({\frac {x}{y}}\right)=\operatorname {lb} (x)-\operatorname {lb} (y)} | {\displaystyle \operatorname {lb} \left({\frac {1}{32}}\right)=\operatorname {lb} (1)-\operatorname {lb} (32)=0-5=-5}          |
| Степень            | {\displaystyle \operatorname {lb} (x^{p})=p\operatorname {lb} (x)}                                             | {\displaystyle \operatorname {lb} (1024)=\operatorname {lb} (2^{10})=10\operatorname {lb} (2)=10}                              |
| Корень             | {\displaystyle \operatorname {lb} {\sqrt[{p}]{x}}={\frac {\operatorname {lb} (x)}{p}}}                         | {\displaystyle \operatorname {lb} {\sqrt {8}}={\frac {1}{2}}\operatorname {lb} 8={\frac {3}{2}}=1{,}5}                         |

Существует очевидное обобщение приведенных формул на случай, когда допускаются отрицательные переменные, например:
{\displaystyle \operatorname {lb} |xy|=\operatorname {lb} (|x|)+\operatorname {lb} (|y|),}
{\displaystyle \operatorname {lb} \!\left|{\frac {x}{y}}\right|=\operatorname {lb} (|x|)-\operatorname {lb} (|y|),}
Формула для логарифма произведения без труда обобщается на произвольное количество сомножителей:
{\displaystyle \operatorname {lb} (x_{1}x_{2}\dots x_{n})=\operatorname {lb} (x_{1})+\operatorname {lb} (x_{2})+\dots +\operatorname {lb} (x_{n})}
Связь двоичного, натурального и десятичного логарифмов:
{\displaystyle \operatorname {lb} x\approx 1{,}442695\ln x}
{\displaystyle \operatorname {lb} x\approx 3{,}321928\lg x}

## Функция двоичного логарифма
Если рассматривать логарифмируемое число как переменную, мы получим функцию двоичного логарифма:  {\displaystyle y=\operatorname {lb} x}. Она определена при всех {\displaystyle x>0,} область значений: {\displaystyle E(y)=(-\infty ;+\infty )}. График этой функции часто называется логарифмикой, она обратна для функции {\displaystyle y=2^{x}}. Функция монотонно возрастает, непрерывна и дифференцируема всюду, где она определена. Производная для неё даётся формулой:
{\displaystyle {\frac {d}{dx}}\operatorname {lb} x={\frac {\operatorname {lb} e}{x}}}
Ось ординат {\displaystyle (x=0)} является вертикальной асимптотой, поскольку:
{\displaystyle \lim _{x\to 0+0}\operatorname {lb} x=-\infty }

## Применение

### Теория информации
Двоичный логарифм натурального числа {\displaystyle N} позволяет определить число цифр {\displaystyle b(N)} во внутреннем компьютерном (битовом) представлении этого числа:
{\displaystyle b(N)=\lfloor \operatorname {lb} N\rfloor +1} (скобки  обозначают целую часть числа)
Информационная энтропия — мера количества информации, также основана на двоичном логарифме

### Сложность рекурсивных алгоритмов
Оценка асимптотической сложности рекурсивных алгоритмов, основанных на принципе «разделяй и властвуй» — таких, как быстрая сортировка, быстрое преобразование Фурье, двоичный поиск и т. п.

### Комбинаторика
Если двоичное дерево содержит {\displaystyle n} узлов, то его высота не меньше, чем {\displaystyle \log _{2}n} (равенство достигается, если {\displaystyle n} является степенью 2). Соответственно, число Стралера — Философова для речной системы с {\displaystyle n} притоками не превышает {\displaystyle \log _{2}n+1}.
Изометрическая размерность частичного куба с {\displaystyle n} вершинами не меньше, чем {\displaystyle \log _{2}n.} Число рёбер куба не более, чем  {\displaystyle {\frac {1}{2}}n\log _{2}n,} равенство имеет место, когда частичный куб является графом гиперкуба.
Согласно теореме Рамсея, неориентированный граф с {\displaystyle n} вершинами содержит либо клику, либо независимое множество, размер которого логарифмически зависит от {\displaystyle n.} Точный размер этого множества неизвестен, но наилучшие в настоящий момент оценки содержат двоичные логарифмы.

### Другие применения
Число кругов игры по олимпийской системе равно двоичному логарифму от числа участников соревнований.
В теории музыки, чтобы решить вопрос о том, на сколько частей делить октаву, требуется отыскать рациональное приближение для {\displaystyle \log _{2}{\frac {3}{2}}\approx 0{,}585.} Если разложить это число в непрерывную дробь, то третья подходящая дробь (7/12) позволяет обосновать классическое деление октавы на 12 полутонов.